# ベスパ 150 TAP
ベスパ 150 TAPは、1950年代にフランスで開発された、スクーターに無反動砲を搭載した即製戦闘車両である。

## 概要
ベスパ 150 TAPは、イタリア、ピアッジオ製のスクーターであるベスパ 150に、米国製のM20 75mm無反動砲を装着した一種の自走砲（自走対戦車砲）で、空挺部隊で使用する即製戦闘車両として製造された。名称の"TAP"は、フランス語で空挺を表す"fr:Troupe aéroportée"の頭文字を繋げた語である。その形態から、"バスーカ・ベスパ"とも呼ばれた。
1956年に最初に製造され、1959年にはバージョンアップ型となった。製造は当時フランスでベスパのライセンス生産を行っていたAteliers de Construction de Motocycles et Automobiles, ACMAで行われた。
構造としては、ベスパの車体フレームを強化し、75mm無反動砲を座席部分から前方の風除け部分にかけて斜めに装着したもので、風除け板は一部切り欠かれている。座席の下部分に砲弾装填部が位置し、座席左右に予備弾薬が搭載可能である。75mm無反動砲は軽量でありながら、成形炸薬弾を使用すると100mm程度の装甲貫通力を持っていた。
ベスパ 150 TAPは2名の空挺兵と共に2台一組で空中投下され、1台のベスパに無反動砲を装着し、もう1台に弾薬を搭載して運用する方法が取られた。また、ベスパに搭載したままの状態では砲の照準を合わせる事が難しい為、無反動砲用の三脚（トライポッド）をベスパに一緒に搭載しておき、砲を三脚に載せ換えて使用する事も可能であった。構造としては、砲をベスパに搭載したまま発射する事も可能である。（もちろん、ベスパを運転しながら砲撃する事は不可能である。）
ベスパ 150 TAPは非常に低コストの兵器として、約500両が製造された。現存する車両がフランスのソミュール戦車博物館に展示されている。

## 画像

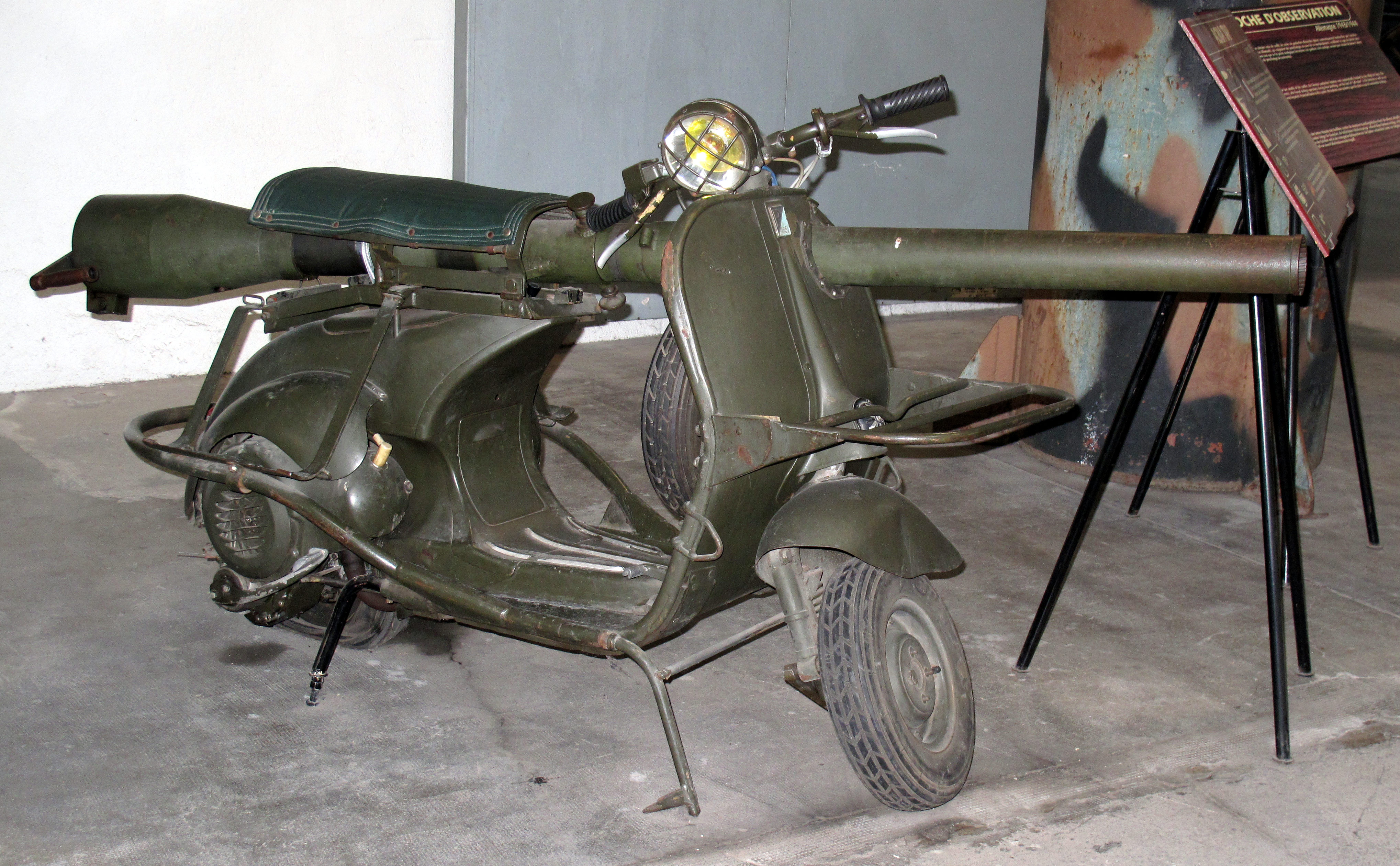
この車両は無反動砲の装填部分が後方に飛び出している。
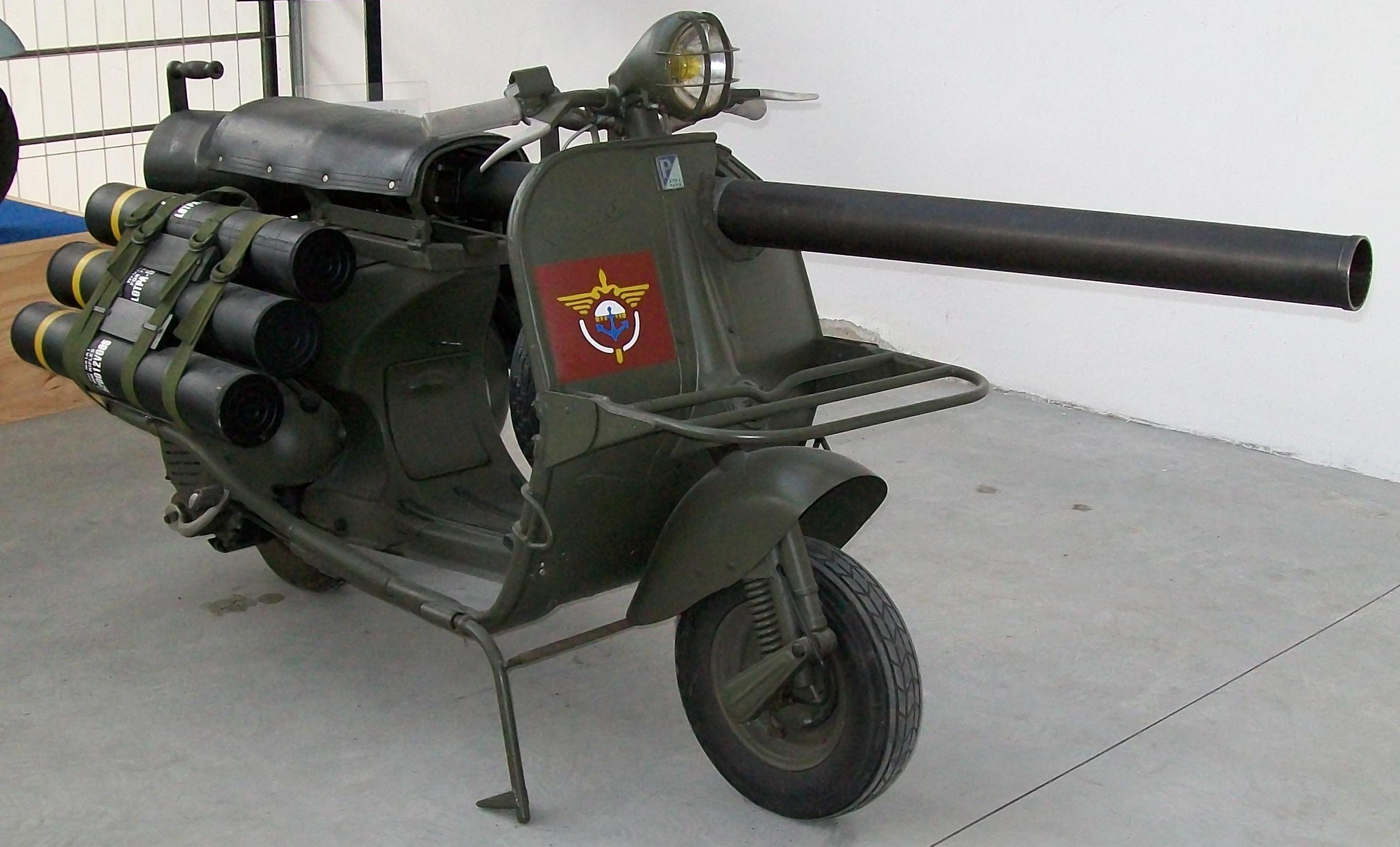
右舷側
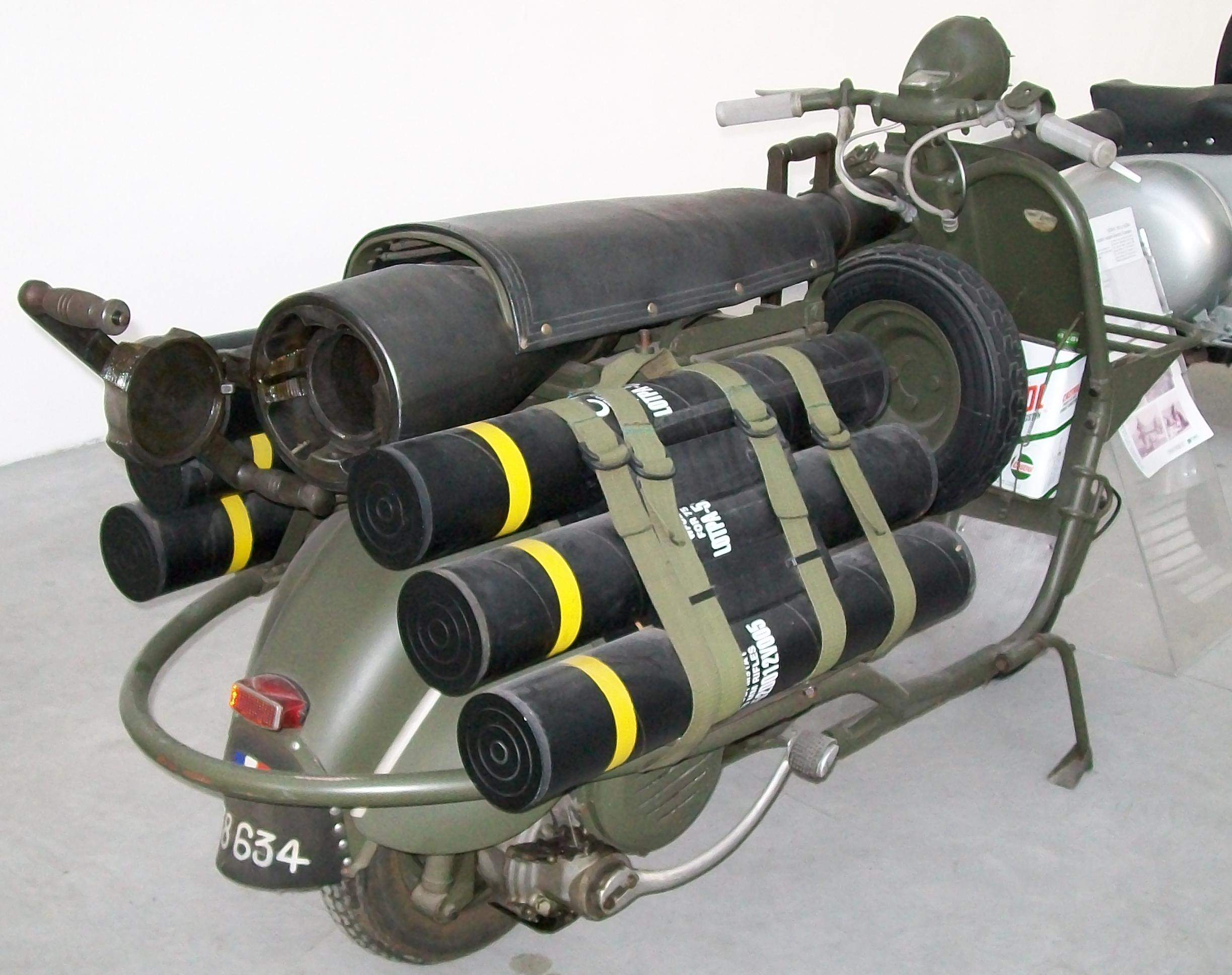
後部。座席の下に砲弾装填部分がある
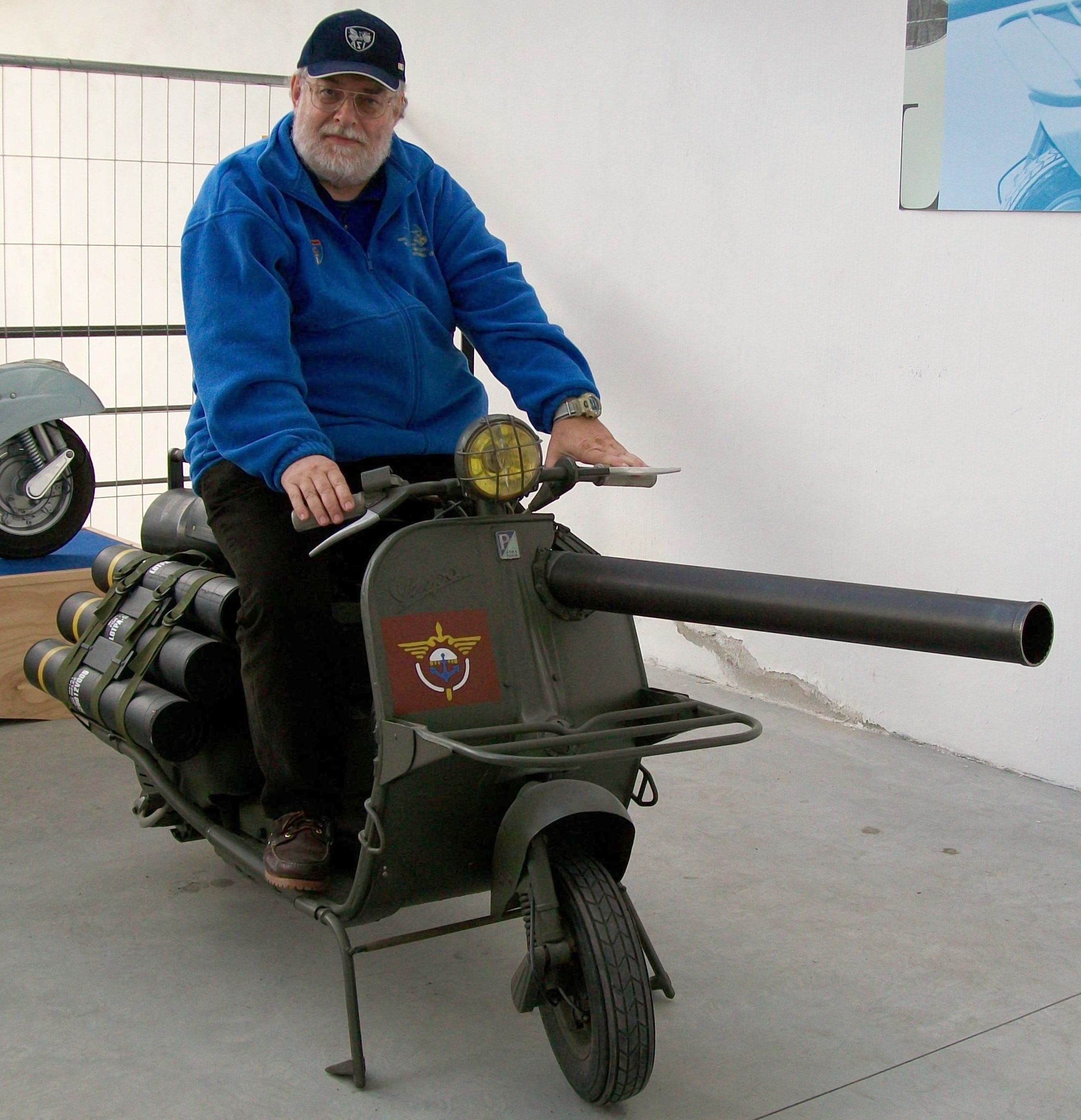
人が乗った状態